# Funko
Funko es una empresa de juguetes de Estados Unidos, famosa principalmente por sus figuras coleccionables de vinilo en forma de muñecos cabezones.
Los funko pop son figuras con un diseño peculiar, basados en el concepto japonés chibi de estilo animado, tienen cuerpos reducidos y cabezas grandes en comparación con el cuerpo. Muñecos cabezones que representan personajes de cómics, de Disney, series de TV, películas o incluso personas reales. 
Ha firmado acuerdos para crear productos basados o licenciados en cientos de marcas comerciales muy populares de la televisión, cómics, videojuegos, música o deportes como: Marvel, DC Cómics, WWE, Lucasfilm, Sony Pictures, Paramount, Nickelodeon, DreamWorks, Hasbro, CBS, Fox, Warner Bros, Disney, HBO, BBC, NFL, Ubisoft, NBCUniversal, Cartoon Network, 2K Games, Bethesda Games, NBA, Kiss, etc.
Además de figuras, también vende otros muchos productos diferentes, como peluches, bobbleheads, figuras de acción, juegos de mesa o productos electrónicos, como lámparas o auriculares. 
El eslogan de la compañía es «Everyone is a fan of something» (Todos son fanáticos de algo).

## Historia

### El origen de Funko
En 1998, Mike Becker, un diseñador gráfico de camisetas y coleccionista de juguetes, buscaba una alcancía antigua con la imagen de la mascota de los restaurantes Big Boy. Al encontrarlo por un precio elevado de cientos de dólares en el portal de ventas de internet eBay, pensó que por el mismo precio directamente podía producir su copia.  En un bar de Everett, junto a los artistas Rob Schwartz y Sean Wilkinson, acordaron fundar Funko. El origen del nombre de la empresa es un juego de palabras con los términos en inglés de «Fun» y «Company» (compañía y diversión), que mutó en la palabra Funko.
El concepto inicial era bastante diferente al actual, aunque mantenía una similitud: era un personaje cabezón. La primera figura que diseñaron se llamó Computer Bob, y era un hombre con un ordenador por cabeza.
Inició la actividad desde el garaje de su casa de Snohomish vendiendo bobbleheads, huchas o figuras representando a conocidos personajes populares décadas atrás como Popeye, Dick Tracy o la mascota de los restaurantes de comida rápida Big Boy, que fue el primer diseño que salió a la venta y con éxito.

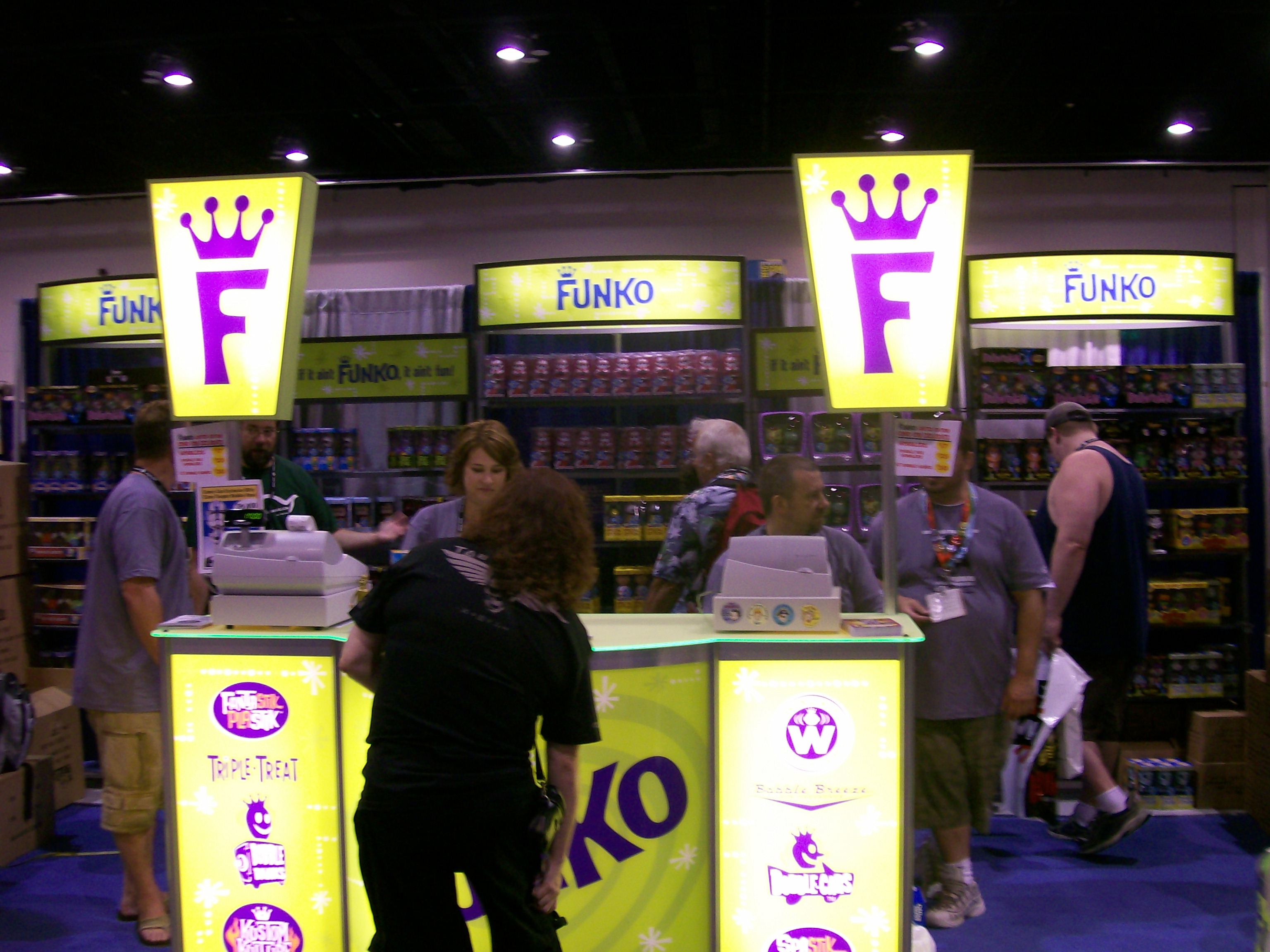
Funko en la Convención Internacional de Cómics de San Diego de 2007

Según Becker, en el documental de Netflix Fábrica de diversión: La historia de Funko declaró: «Todo comenzó con Austin Powers» ya que, gracias al éxito de la película, y desde su garaje con la ayuda de sus padres, Mike preparó más de cien mil cajas.

### La nueva Funko
En 2005, Becker vendió Funko a su amigo Brian Mariotti y durante unos años no se consiguió renovar la empresa con nuevas ideas.
Las oficinas se instalaron en otra ciudad cercana, en Lynnwood y relanzó la actual Funko especialmente en 2010 tras la Convención Internacional de Cómics de San Diego donde presentó los primeros muñecos cabezones en la línea de la popular serie Pop! que representaban personajes clásicos de cómics DC como Batman o Joker.
De esta forma creó la línea de figuras Pop! muy característica de la marca y continúo expandiendo la empresa inicialmente apoyándose en las licencias otorgadas inicialmente por DC Comics y poco después Marvel o Star Wars principalmente, y posteriormente obteniendo cientos de licencias para ampliar en miles, los diferentes productos coleccionables.
En 2012 la compañía vendía más de 20 millones de dólares.  En 2013, según declaró Mariotti las ventas continuaron creciendo: «Facturamos más de 40 millones de dólares de ingresos y 28 millones de dólares son sólo de figuras Pop.»
En 2015, el grupo de ACON Inversiones anunció que había adquirido Funko y que mantendría a Mariotti como presidente y jefe de la actual compañía. En 2016, se inauguró la nueva sede en Everett con más de 8000 metros cuadrados y donde trabajan sus 300 empleados. Según la compañía, ese año vendieron más de sesenta millones de figuras en todo el mundo.
En 2018, las ventas totales aumentaron 33% (llegando a 686 millones de dólares), y las ventas internacionales fuera de Estados Unidos, subieron 57%, además de aumentar más de un 100% sus acciones en la bolsa de valores de Nasdaq.
En 2019, la compañía Warner anunció la posibilidad de crear una película de animación con los diseños de Funko.

## Productos
Funko ha creado muchos tipos de figuras y de diferentes productos especialmente durante los últimos diez años.

### Wacky Wobblers
El primero fue Wacky Wobblers, unas figuras tipo bobbleheads y representando personajes populares décadas atrás como Betty Boop, Gorra'n Crunch o El Gato en el sombrero. A diferencia de la posterior serie de figuras Pop!, los diseños eran más similares a la realidad y no estaban tan deformados aunque ya eran cabezones.

### Pop!
La marca POP! de figuras es la más importante de Funko y su estilo está basado en el concepto chibi japonés, de estilo aniñado, de detalles simples. Las figuras, con un tamaño de unos nueve o diez centímetros generalmente (aunque hay ediciones desde los 4 hasta los 15 centímetros) y un coste aproximado en Estados Unidos desde nueve o diez dólares, tienen como otras características: unos cuerpos reducidos y cabezas extra grandes en comparación con el tamaño de todo el cuerpo, además de unos ojos grandes negros sin expresión, una nariz triangular minúscula y generalmente no tienen boca (dependiendo del personaje). El diseño peculiar de estas figuras, con su propia propiedad intelectual, está considerado como uno de los grandes valores de Funko.
Algunas de estas figuras han llegado a revenderse en portales de venta por internet por miles de dólares. 

### Cajas coleccionistas
En 2015, Funko y Marvel publicaron Marvel Collector Corps, un producto que se vende cada dos meses y donde -a través de una subscripción- se obtiene una caja sorpresa donde se incluyen productos exclusivos asociados a Marvel como ropa o accesorios.
Posteriormente se lanzó otro producto similar bajo la marca de Star Wars que se llamó Smuggler Bounty, otro asociado a DC Comics que se llamó Legion of Collectors, y a Disney llamada Disney Treasures. También, existe una suscripción llamada Lootcrate que ocasionalmente contiene un Funko Pop! exclusivo y que cada mes va cambiando.

### Otros
Otras líneas de producto son: Mystery Minis, Hikari, Legacy Collection, Fabrikations, Mopeez, Pop! Home & Accesorios, tazas, o camisetas POP! Vinyl.
En 2015, Funko anunció una marca llamada Vinyl Sugar, que son las líneas que incluyen Dorbz, Vinyl Idolz, Vinyl Vixens, y Super Deluxe Vinyls. Brian Mariotti anunció a través de Hot Topic que Funko lanzara sus primeras camisetas POP! Vinyl, las cuales aparecieron en la Cómic de San Diego-Con de 2015.
Además tiene otras marcas con los nombres de: Spastik Plastik, Blox, FunkoVision, Funko Plushies, Funko Force, Reaction Figures, y Wacky Wobblers.